# Rio Negro

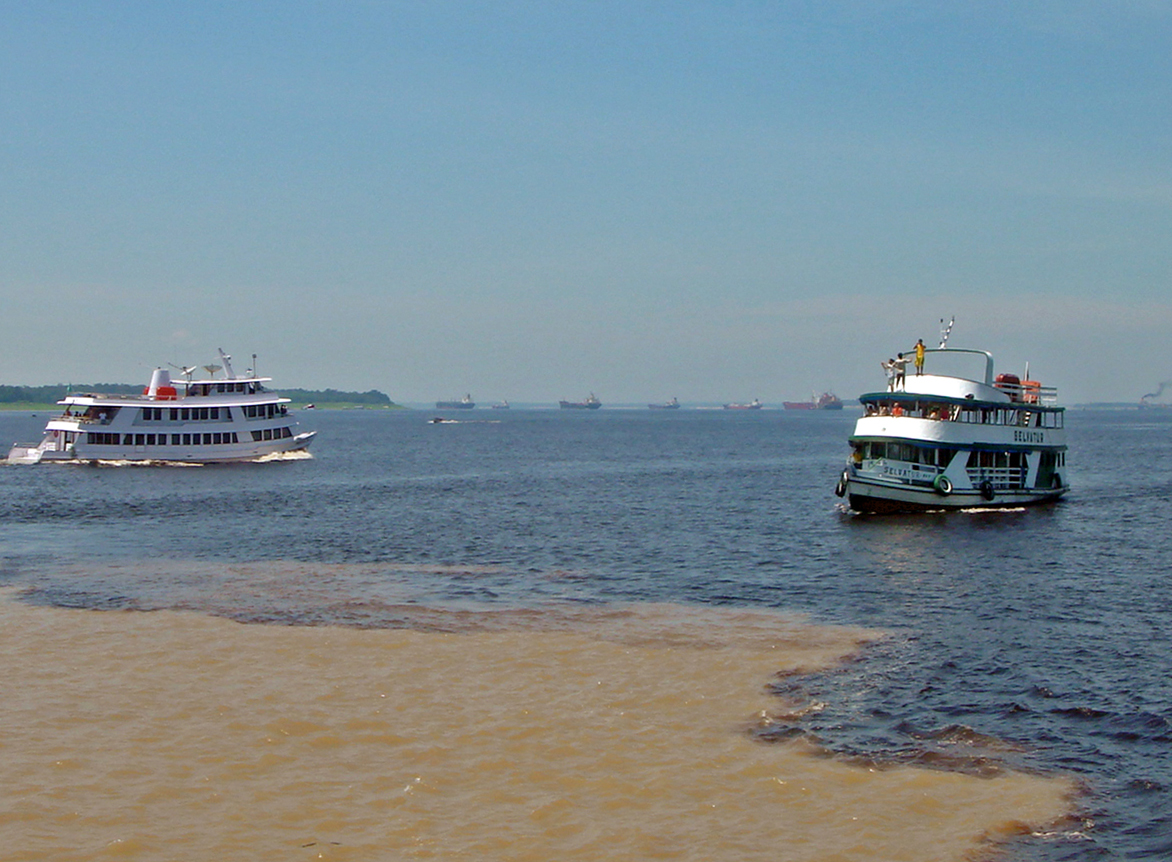
Vid mynningen: Rio Negros nästan svarta vatten möter Amazonflodens sandfärgade.

För andra betydelser, se Rio Negro (olika betydelser).
Rio Negro ('svarta floden') är en av Amazonflodens största bifloder. Den rinner upp i Colombias Amazonasområde,  är 2 230 km lång och mynnar ut i Amazonfloden vid Manaus. 

## Bifloder
- Brazo Casiquiare (bifurkation)
- Rio Uaupés
- Rio Branco